# James Butler
James Butler, II Duque de Ormonde (29 de abril de 1665 - 16 de noviembre de 1745) fue un estadista y militar irlandés, hijo de Thomas Butler, conde de Ossory, y nieto de James Butler, primer duque de Ormonde. Nacido en Dublín, pero se educó en Francia, y posteriormente en el colegio de Christ Church (Oxford). A la muerte de su padre en 1680 recibió el título de Conde de Ossory. Recibió el mando de un regimiento de caballería irlandés en 1684, y tras el ascenso al trono de Jacobo II de Inglaterra, sirvió a su causa contra James Scott, I duque de Monmouth durante su rebelión en 1685.
Tras suceder a su abuelo como duque de Ormonde en 1688, se unió al bando de Guillermo III de Inglaterra cuando este invadió Inglaterra e inició su reclamación sobre el trono del Reino Unido. Guillermo le nombró coronel de un regimiento de guardias a caballo, al que comandó en la batalla de Boyne. En 1691 sirvió en el continente aún a las órdenes de Guillermo, y con el ascenso al trono de la reina Ana pasó a ser comandante de las fuerzas terrestres que cooperaban con Sir George Rooke en España, combatiendo en la batalla de Cádiz y la batalla de Rande. Tras ser nombrado miembro del Consejo Privado del Reino Unido, Ormonde sucedió a Lawrence Hyde, Conde de Rochester, como virrey de Irlanda en 1703, cargo que ocupó hasta 1707.
Tras serle retirado el cargo a John Churchill, primer duque de Marlborough, en 1711, Ormonde fue nombrado Capitán General en su lugar, y aceptó su uso como instrumento por parte del ministerio tory, cuya política consistía en seguir con la Guerra de Sucesión Española en los Países Bajos mientras suministraban órdenes secretas a Ormonde de que no apoyara activamente a ninguno de sus aliados en el bando del príncipe Eugenio de Saboya.
La posición de Ormonde como Capitán General le convirtió en un personaje de mucha importancia durante la crisis que supuso la muerte de la reina Ana. Aunque en 1688 había apoyado a la Revolución, sentía desde siempre simpatía por los Tories, y políticamente era partidario de Henry St John, vizconde de Bolingbroke. Durante los últimos años de vida de la reina, Ormonde tenía sin duda inclinaciones jacobitas; intercambiaba correo con su primo, Piers Butler, tercer vizconde de Galmoye, quien comandaba un regimiento jacobita, y con James Fitz-James, primer duque de Berwick. Sin embargo, se unió a Bolingbroke y a Robert Harley, primer Conde de Oxford, en la proclamación del rey Jorge I de Gran Bretaña, quien de todos modos le privó de su cargo de Capitán General.
En junio de 1715 se inició juicio contra él y huyó a Francia, donde vivió por algún tiempo con Bolingbroke. En 1716 sus extensas propiedades fueron confiscadas a favor de la corona mediante un acta del parlamento. Su hermano Charles Butler, primer Conde de Arran, logró recomprar el título posteriormente mediante otra acta del parlamento, convirtiéndose por tanto en el tercer duque de Ormonde.
Tras tomar parte en la Revuelta Jacobita de 1715, Ormonde se estableció en España, donde se mantuvo cerca de la corte y gozó de una pensión de la corona. Incluso formó parte de un plan para invadir Inglaterra y reinstaurar al Viejo Pretendiente en el trono en 1719, pero la flota fue desbandada por una tormenta cerca de Galicia. Al final de su vida residió principalmente en Aviñón, donde recibió la visita en 1733 de Lady Mary Wortley Montagu. Ormonde murió el 16 de noviembre de 1745, y fue enterrado en la abadía de Westminster.
Fue el octavo canciller del Trinity College en Dublín, entre 1688 y 1715.
- Datos: Q610327
- Multimedia: James Butler, 2nd Duke of Ormonde / Q610327